# Arrondissement Nontron
Nontron is een arrondissement van het Franse departement Dordogne in de regio Nouvelle-Aquitaine. De onderprefectuur is Nontron.

## Kantons

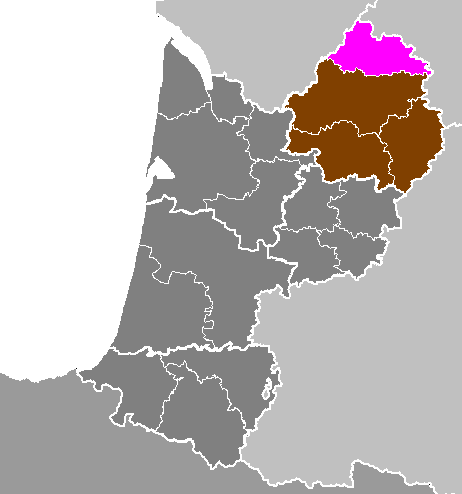
Arrondissement Nontron vóór 2017

Het arrondissement was tot 2014 samengesteld uit de volgende kantons:
- kanton Bussière-Badil
- kanton Champagnac-de-Belair
- kanton Jumilhac-le-Grand
- kanton Lanouaille
- kanton Mareuil
- kanton Nontron
- kanton Saint-Pardoux-la-Rivière
- kanton Thiviers

Na de herindeling van de kantons bij decreet van 21 februari 2014 met uitwerking op 22 maart 2015, en de aanpassing van de arrondissementsgrenzen vanaf 2017 door het arrest van 30 december 2016, zijn dat :
- kanton Brantôme   ( deel 22/33 )
- kanton Isle-Loue-Auvézère   ( deel 28/29 )
- kanton Périgord Vert Nontronnais
- kanton Thiviers    ( deel 22/23 )